# Ophiomastix caryophyllata
Ophiomastix caryophyllata är en ormstjärneart som beskrevs av Christian Frederik Lütken 1869. Ophiomastix caryophyllata ingår i släktet Ophiomastix och familjen Ophiocomidae. Inga underarter finns listade i Catalogue of Life.